# ひとさしゆびクワイエット!
「ひとさしゆびクワイエット!」は、N'sの楽曲。同グループ1枚目のシングルとして2008年7月23日にジェネオン・エンタテインメントから発売された。

## 概要
劇中でメインヒロインを演じる能登麻美子、後藤麻衣、清水香里、植田佳奈、佐藤利奈がN'sのメンバーとして歌っている。また、CDジャケットには各人が演じる乃木坂春香、乃木坂美夏、桜坂葉月、七城那波、天宮椎菜がプリントされている。
表題曲「ひとさしゆびクワイエット!」は、テレビアニメ「乃木坂春香の秘密」のエンディングテーマ、カップリングの「無敵のLOVE&PEACE!」は、PS2用ゲーム『乃木坂春香の秘密 こすぷれ、はじめました♥』のエンディングテーマとして使用された。

## 収録曲
（全作詞：くまのきよみ） 
1. ひとさしゆびクワイエット! [4:32]
作曲・編曲：渡辺剛
テレビアニメ『乃木坂春香の秘密』エンディングテーマ
2. 無敵のLOVE&PEACE! [4:17]
作曲・編曲：大久保薫
PlayStation 2用ゲーム『乃木坂春香の秘密 こすぷれ、はじめました♥』エンディングテーマ
3. ひとさしゆびクワイエット! -Instrumental-
4. 無敵のLOVE&PEACE! -Instrumental-

## 収録アルバム
| 曲名                      | 収録アルバム | 発売日        |
| ------------------------- | ------------ | ------------- |
| ひとさしゆびクワイエット! | 『N's』      | 2009年2月27日 |
| 無敵のLOVE&PEACE!         | 『N's』      | 2009年2月27日 |